# Great Saint James (Ilhas Virgens Americanas)
Great Saint James é uma ilha das Ilhas Virgens Americanas, localizada no extremo leste de St. Thomas e pertence ao subdistrito East End, Saint Thomas. A ilha tem aproximadamente 165 acre(s)s (67 ha) de tamanho, e está localizada a 0,4 quilômetros (0,25 mi) sudeste de Saint Thomas. Há uma propriedade em Great Saint James. A ilha foi detida pelo financista e criminoso sexual Jeffrey Epstein, juntamente com a vizinha ilha de Little Saint James.
A enseada no lado oeste de Great Saint James, Christmas Cove, é um local popular para mergulho e atracação para barcos fretados e iates. 22 esferas de amarração noturnas estão disponíveis (mas não são mantidas regularmente).

## Galeria

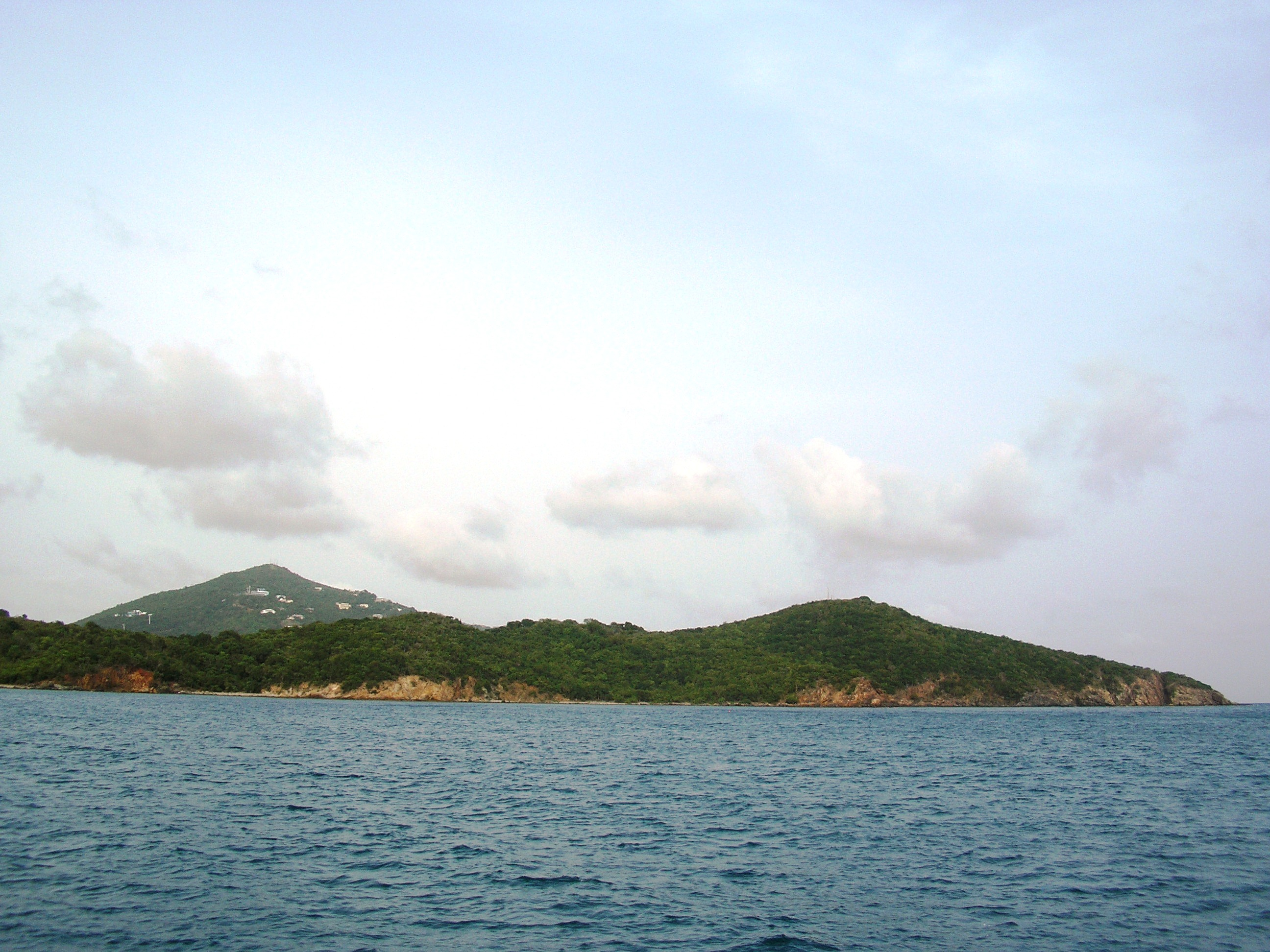
Great St James
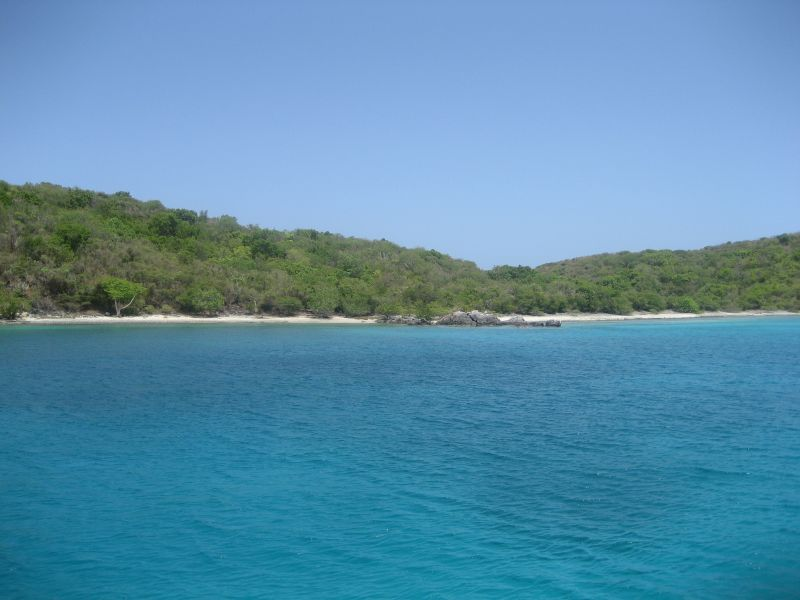
Christmas Cove
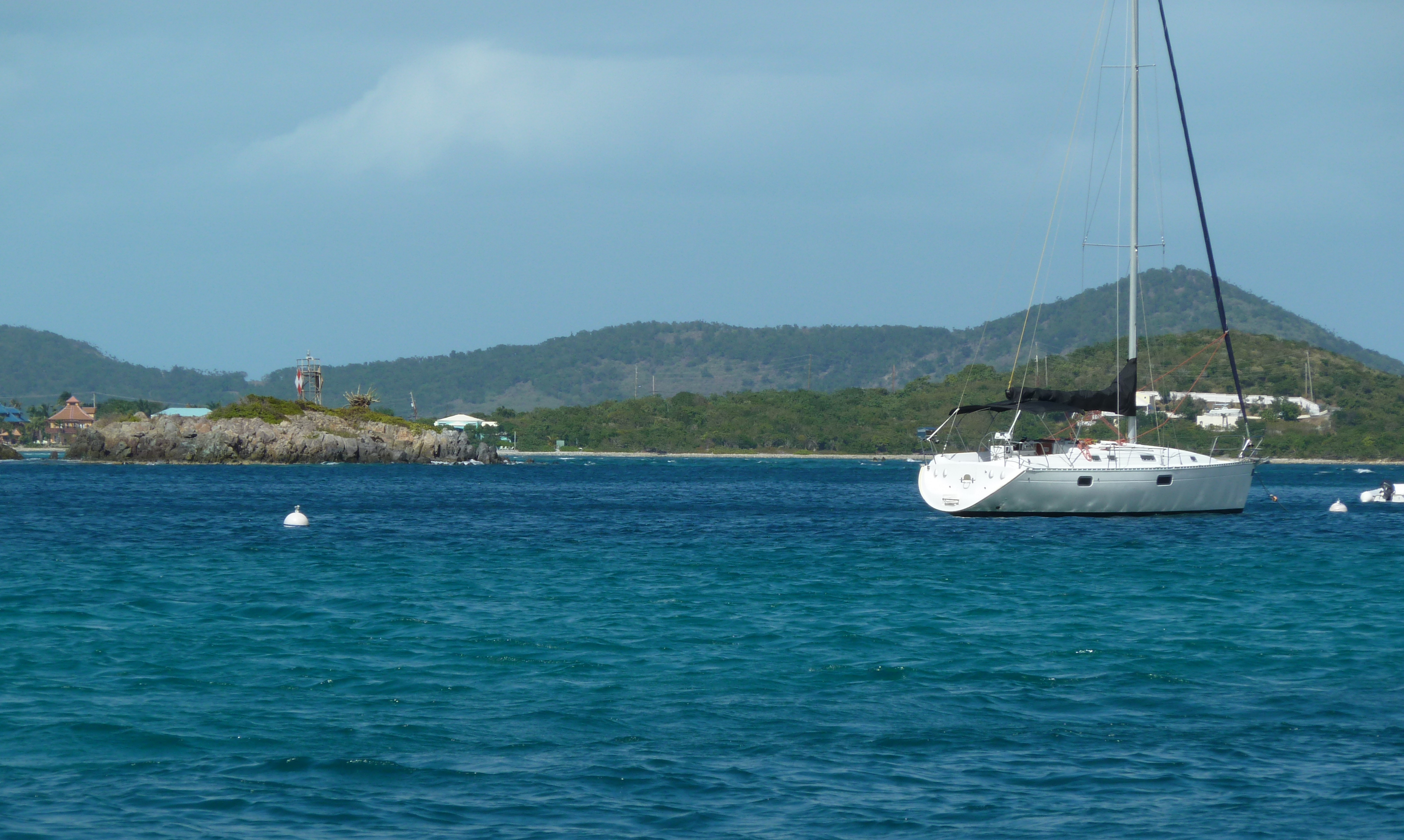
Edifícios na praia